# The International Chess Magazine
International Chess Magazine era una revista d'escacs fundada el 1885 pel Campió del món d'escacs Wilhelm Steinitz, que es va editar fins al 1891.